# فرقة بانزر الرابعة عشر (الفيرماخت)
فرقة بانزر الرابعة عشر (بالألمانية: 14. Panzer-Division)‏ فرقة مدرعة للجيش الألماني خلال الحرب العالمية الثانية. تم إنشاؤها في عام 1940 عن طريق تحويل فرقة المشاة الرابعة.
شاركت الفرقة في غزو يوغوسلافيا والاتحاد السوفيتي، ودمر في النهاية في معركة ستالينجراد. بعد إصلاحها، سرعان ما عادت الفرقة بانزر الرابعة عشرة إلى الجبهة الشرقية واستسلمت في نهاية المطاف للقوات السوفيتية في كورلاند في مايو 1945.

## الحرب العالمية الثانية
تم تشكيل فرقة بانزر الرابعة عشر في أغسطس 1940 من وحدات من فرقة المشاة الرابعة وفرقة بانزر الرابعة. 
في أبريل 1941، شاركت فرقة بانزر الرابعة عشر في غزو يوغوسلافيا، ووصلت إلى سراييفو في 15 أبريل. بعد فترة وجيزة، عادت إلى ألمانيا استعدادًا لعملية باربروسا. في يونيو 1941، كجزء من مجموعة الجيوش الجنوبية، شاركت الفرقة في غزو الاتحاد السوفيتي. تورطت تقريبًا في القتال طوال عام 1941، بما في ذلك فصل الشتاء الأول على الجبهة الشرقية. في أوائل عام 1942، شاركت الفرقة في الهجمات الصيفية الألمانية مع تقدم مجموعة الجيش الجنوبية عبر منطقتي خاركوف ودون. تم نقلها إلى جيش فريدريش باولوس السادس، الذي تم تطويقه في ستالينغراد بعد فترة وجيزة. بحلول فبراير 1943، كان قد تم تدمير الفرقة في القتال في معركة ستالينجراد. 
تم إصلاح التقسيم في بريتاني، فرنسا. بحلول نوفمبر 1943، كانت جاهزة للقتال، وعادت إلى مجموعة الجيوش الجنوبية على الجبهة الشرقية. أصبح لديها الآن كتيبة إضافية من المدافع الهجومية StuG، فوج III / 36 بانزر. كان القسم جزءًا من مجموعة الجيش الجنوبية حتى يونيو 1944. في أغسطس، بعد إعادة التجديد، تم نقله إلى مجموعة الجيش الشمالية إلى منطقة كورلاند (الآن لاتفيا وليتوانيا ). وشملت عمليات التجديد تسليم دبابات النمر. 
في يناير 1945، شن الجيش الأحمر عددًا من الهجمات الكبرى عبر الجبهة الشرقية. تم تجاوز جزء كبير من مجموعة الجيوش الشمالية - بما في ذلك فرقة بانزر 14- وأصبحو محاصرين في جيب كورلاند، وبقي هناك حتى استسلام ألمانيا في مايو 1945. تم حل الفرقة خلال الأسابيع الأخيرة من الحرب، مع تشكيل أفرادها في لوائين بانزر. تم إجلاء أجزاء من الفرقة إلى ألمانيا في الأسبوع الأخير من الحرب واستسلمت للحلفاء الغربيين بينما استسلمت تلك الوحدات للقوات السوفيتية في 10 مايو 1945. 

## التنظيم
تنظيم الفرقة:  

## ضباط القيادة
قادة الفرقة: 
- جينيرال لوتنانت Erick-Oskar Hansen ، 15 أغسطس 1940
- Generalleutnant Heinrich von Prittwitz und Gaffron ، 1 أكتوبر 1940
- General der Panzertruppe Friedrich Kühn ، 22 مارس 1941
- Generalleutnant فرديناند هايم ، 1 يوليو 1942
- العميد هانز فريهر فون فالكنشتاين ، 1 نوفمبر 1942
- Generalleutnant Johannes Bäßler ، 16 نوفمبر 1942
- اللواء مارتن لتمان ، 26 نوفمبر 1942
- Generalleutnant Friedrich Sieberg ، 1 أبريل 1943
- Generalleutnant Martin Unrein ، 29 أكتوبر 1943
- اللواء أوسكار مونزل ، 5 سبتمبر 1944
- Generalleutnant Martin Unrein ، 1 ديسمبر 1944
- Oberst Friedrich-Wilhelm Jürgen ، 10 فبراير 1945
- أوبرست كارل غراسيل ، 15 مارس 1945